# Antocianina
No confondre amb les antocianidines, semblants però sense el sucre.
Antocianina (del grec antic ἄνθος (ánthos) 'flor', i κυάνεος/κυανοῦς (kuáneos/kuanoûs) 'blau fosc'), o antocià és un pigment natural present en molts vegetals (plantes superiors) però absent en els animals.
Són pigments hidrosolubles pertanyents a la família dels flavonoides com també les antoxantines.
El 1835, el farmacèutic alemany Ludwig Clamor Marquart va donar el nom d'Anthokyan a un compost químic que dona a les flors un color blau per primera vegada en el seu tractat "Die Farben der Blüthen". En els vegetals es poden trobar en les flors, fruits, fulles i arrels. Els colors dels antocians poden variar del roig al blau i són els responsables dels colors que s'observen en els caducifolis a la tardor quan la fotosíntesi ha cessat o del color vermellós de les fulles joves en rosers i noguers, per exemple, que indiquen que encara no predomina la fotosíntesi.
Les antocianes pertanyen a una classe pare de molècules anomenades flavonoides sintetitzades mitjançant la via dels fenilpropanoides. Es troben en tots els teixits dels traqueobionts, incloses fulles, tiges, arrels, flors i fruits. Les antocianines es deriven de les antocianidines afegint-hi glúcids. Són inodores i moderadament astringents.
En la vinya la composició d'antocians del raïm és una característica del fenotip de cada varietat i també depèn de com hagi estat conreat (secada, rendiment, etc.) cosa que permet identificar els vins.
Alhora la producció i la quantitat d'aquest pigment depèn del tipus de planta i d'altres condicions ambiental i del sòl.
Tenen propietats antioxidants i protegeixen de les radiacions ultraviolades l'excessiva insolació combinada amb sequedat o baixa temperatura.

## Plantes riques en Antocianines

### Pigmentació
A les flors, l'intens color que es dona per l'acumulació d'antocianines pot atreure una gran varietat de fauna pol·linitzadora, mentre que a les fruites la mateixa coloració pot ajudar a la dispersió de llavors, atraient l'atenció d'herbívors als fruits potencialment comestibles que exhibeixen aquests vermells, blaus o morats.

### A la fisiologia vegetal
Es creu que les antocianines poden tenir un paper protector a les plantes contra temperatures extremes. S'ha trobat que les plantes de tomàquet es protegeixen del fred amb antocianines que contraresten les espècies reactives d'oxigen, donant lloc a una menor taxa de mort cel·lular a les fulles.

## Característiques i usos
- Els antocians són compostos poliaromàtics amb grups oxhidril (-OH) que en reaccionar amb l'oxigen permeten l'activitat antioxidant.
- Per la seva sensibilitat a les variacions del pH poden servir com indicadors, ja que viren del roig al violeta en augmentar l'alcalinitat.
- Additiu alimentari com a colorant anomenat vermell antocià (E163) usat en melmelades i altres aliments de pH àcid com el iogurt.

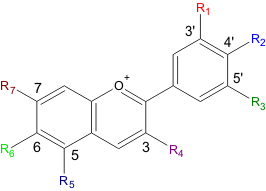
Estructura bàsica de l'antocianina

## Estructura i tipus d'antocians
| Antocianidina | R1    | R₂  | R₃    | R₄  | R₅    | R₆  | R₇    |
| Aurantinidina | -H    | -OH | -H    | -OH | -OH   | -OH | -OH   |
| Cianidina     | -OH   | -OH | -H    | -OH | -OH   | -H  | -OH   |
| Delfinidina   | -OH   | -OH | -OH   | -OH | -OH   | -H  | -OH   |
| Europinidina  | -OCH₃ | -OH | -OH   | -OH | -OCH₃ | -H  | -OH   |
| Luteolinidina | -OH   | -OH | -H    | -H  | -OH   | -H  | -OH   |
| Pelargonidina | -H    | -OH | -H    | -OH | -OH   | -H  | -OH   |
| Malvidina     | -OCH₃ | -OH | -OCH₃ | -OH | -OH   | -H  | -OH   |
| Peonidina     | -OCH₃ | -OH | -H    | -OH | -OH   | -H  | -OH   |
| Petunidina    | -OH   | -OH | -OCH₃ | -OH | -OH   | -H  | -OH   |
| Rosinidina    | -OCH₃ | -OH | -H    | -OH | -OH   | -H  | -OCH₃ |